# برونو سوتر
برونو سوتر هو لاعب كرة قدم سويسري في مركز الوسط، ولد في 16 أبريل 1977 في لانجينثال ‏ في سويسرا. لعب مع نادي بازل ونادي زيورخ ونادي سانت غالن ونادي شافهاوزن ونادي فادوتس ونادي لوغانو ونادي ويل.

## وصلات خارجية
- برونو سوتر على موقع قاعدة بيانات كرة القدم.إي يو (الإنجليزية)
- برونو سوتر على موقع عالم كرة القدم.نت (الإنجليزية)